# 八打雁市

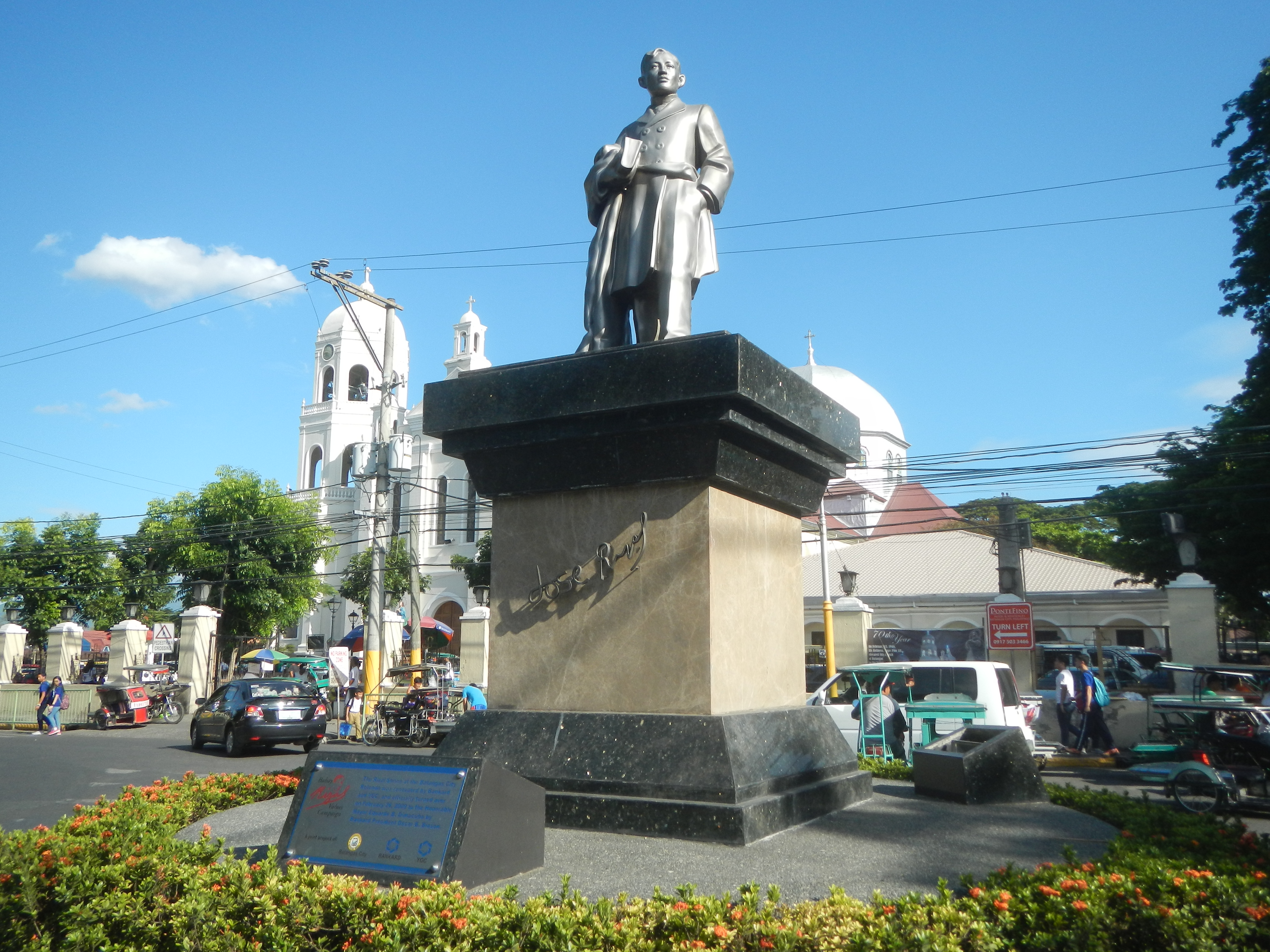
八打雁市一景

八打雁市位於八打雁省的位置

八打雁市是菲律賓八打雁省的首府，根據2015年的人口普查，人口為329,874人。八打雁市是八打雁國際港口的所在地，八打雁國際港口是菲律賓最繁忙的客運和集裝箱碼頭之一。它還擁有菲律賓最大的煉油廠之一，以及三個天然氣發電廠。該市也是八打雁省的教育、工業和交通中心。